# Campeonato Gaúcho 2005
In 2005 werd het 85ste Campeonato Gaúcho gespeeld voor voetbalclubs uit de Braziliaanse staat Rio Grande do Sul. De competitie werd gespeeld van 30 januari tot 14 april. Internacional werd kampioen.
De degradatie werd dit jaar bepaald via de Copa Emídio Perondi 2005, waarin ook de deelnemer voor de Série C 2005 en Copa do Brasil 2006 bepaald werden. 

## Eerste fase

### Groep A
| Plaats | Club          | Wed. | W | G | V | Saldo | Ptn. |
| ------ | ------------- | ---- | - | - | - | ----- | ---- |
| 1.     | Glória        | 10   | 6 | 2 | 2 | 19:9  | 20   |
| 2.     | Internacional | 10   | 4 | 3 | 3 | 9:6   | 15   |
| 3.     | Veranópolis   | 10   | 4 | 2 | 4 | 15:13 | 14   |
| 4.     | Farroupilha   | 10   | 3 | 4 | 3 | 16:17 | 13   |
| 5.     | Santa Cruz    | 10   | 3 | 3 | 4 | 10:15 | 12   |
| 6.     | Novo Hamburgo | 10   | 2 | 2 | 6 | 10:19 | 8    |

|  | Gekwalificeerd voor tweede fase |

### Groep B
| Plaats | Club              | Wed. | W | G | V | Saldo | Ptn. |
| ------ | ----------------- | ---- | - | - | - | ----- | ---- |
| 1.     | Caxias            | 10   | 5 | 3 | 2 | 17:9  | 18   |
| 2.     | Brasil de Pelotas | 10   | 5 | 2 | 3 | 16:14 | 17   |
| 3.     | Grêmio            | 10   | 4 | 2 | 4 | 16:14 | 14   |
| 4.     | São Gabriel       | 10   | 3 | 3 | 4 | 15:19 | 12   |
| 5.     | Grêmio São José   | 10   | 3 | 2 | 5 | 13:18 | 11   |
| 6.     | Guarani           | 10   | 2 | 4 | 4 | 9:12  | 10   |

|  | Gekwalificeerd voor tweede fase |

### Groep C
| Plaats | Club           | Wed. | W | G | V | Saldo | Ptn. |
| ------ | -------------- | ---- | - | - | - | ----- | ---- |
| 1.     | 15 de Novembro | 10   | 9 | 0 | 1 | 26:12 | 27   |
| 2.     | Juventude      | 10   | 4 | 2 | 4 | 15:12 | 14   |
| 3.     | Passo Fundo    | 10   | 3 | 3 | 4 | 17:17 | 12   |
| 4.     | Ulbra          | 10   | 3 | 3 | 4 | 14:18 | 12   |
| 5.     | Esportivo      | 10   | 2 | 4 | 4 | 13:15 | 10   |
| 6.     | São José       | 10   | 2 | 2 | 6 | 9:20  | 8    |

|  | Gekwalificeerd voor tweede fase |

## Tweede fase

### Groep D
| Plaats | Club              | Wed. | W | G | V | Saldo | Ptn. |
| ------ | ----------------- | ---- | - | - | - | ----- | ---- |
| 1.     | 15 de Novembro    | 6    | 2 | 4 | 0 | 5:3   | 10   |
| 2.     | Grêmio            | 6    | 2 | 3 | 1 | 8:6   | 9    |
| 3.     | Caxias            | 6    | 2 | 1 | 3 | 6:8   | 7    |
| 4.     | Brasil de Pelotas | 6    | 1 | 2 | 3 | 4:6   | 5    |

|  | Geplaatst voor finale |

### Groep E
| Plaats | Club          | Wed. | W | G | V | Saldo | Ptn. |
| ------ | ------------- | ---- | - | - | - | ----- | ---- |
| 1.     | Internacional | 6    | 5 | 0 | 1 | 13:6  | 15   |
| 2.     | Glória        | 6    | 3 | 1 | 2 | 9:6   | 10   |
| 3.     | Juventude     | 6    | 2 | 1 | 3 | 5:4   | 7    |
| 4.     | Veranópolis   | 6    | 1 | 0 | 5 | 2:13  | 3    |

|  | Geplaatst voor finale |

## Finale
|               |               |       |                |  |
| 10 april Heen | Internacional | 2 – 0 | 15 de Novembro |  |
| 10 april Heen |               |       |                |  |

|                |                |              |               |  |
| 14 april Terug | 15 de Novembro | 3 – 2 (n.v.) | Internacional |  |
| 14 april Terug |                |              |               |  |

## Kampioen
| Campeonato Gaúcho de 2005          |
| Rio Grande do Sul                  |
| ---------------------------------- |
| INTERNACIONAL Kampioen (37° titel) |